# ISO 15489
 (septembre 2024).
ISO 15489 est une norme internationale éditée originellement en anglais en 2001 et en français en 2002 par l'Organisation internationale de normalisation. Elle a été reprise telle quelle en tant que norme AFNOR et a été adoptée comme recommandation par l'association e-CH [réf. non conforme] pour la normalisation de la cyber-administration (Suisse). Elle constitue une directive pour la gestion des documents des organisations tant privées que publiques afin de garantir que tous les documents d'archives (records) bénéficient de l’attention et de la protection appropriées, et que leurs valeurs de preuve et d’information soient mises en évidence plus efficacement et plus facilement selon des pratiques et des procédures normalisées.
Son objectif est le records management, traduit généralement en français par « gestion des archives courantes et intermédiaires ». Cependant l’usage du terme anglais, plus court et plus répandu tend à s’imposer, entre autres pour les raisons suivantes, exposée dans l’introduction française de la norme.
Le terme anglais records désigne en effet les documents, dans leur version définitive, considérés dans leur dimension de preuve (et d’utilité dans le cadre de la conduite des activités de l’organisme émetteur), par opposition à documents (qui ne prend en compte que leur contenu informatif) et à archives (qui les considère du point de vue historique). N’ayant pas en français d’équivalent strict, records est traduit en général par “documents engageants” ou par “documents d’archives” sauf lorsque le terme “documents” est suffisamment explicite dans le contexte, voire par “archives” lorsque le sens l’impose.

## Structure de la norme
La norme est structurée en deux parties :
- ISO 15489-1 Information et documentation « Records Management », Partie 1 : Principes directeurs
- ISO/TR 15489-2 Information et documentation « Records Management », Partie 2 : Guide pratique

Elle a récemment été complétée par les normes complémentaires suivantes :
- ISO 22310:2006 Information et documentation -- Lignes directrices pour les rédacteurs de normes pour les exigences de "records management" dans les normes (seulement en anglais) [réf. non conforme]

- ISO 23081-1:2006 Information et documentation -- Processus de gestion des enregistrements -- Métadonnées pour les enregistrements -- Partie 1 : Principes (seulement en anglais) [réf. non conforme]

La norme est utilisable par tous les services s’occupant de la gestion courante des documents ainsi qu’à leur transfert aux archives. Les objectifs de la norme sont exprimés de telle manière qu’ils s’appliquent à tous les types de document indépendamment de leur support et de leur structure logique. La norme ne concerne pas l’archivage historique à proprement parler.
Un des rôles importants attribués à la norme est sa capacité de définir des règles de qualité assurant la traçabilité et la bonne gouvernance des services administratifs et commerciaux qui gèrent leurs documents selon la norme. En tant que norme internationale, elle peut faciliter la transition démocratique des pays ne possédant pas une tradition de gestion documentaire contrôlée. Dans le cadre commercial, elle garantit la conformité des entreprises. Il n’existe cependant pas à ce jour de processus de certification des organismes respectant la norme.